# Acronicta minor
Acronicta minor là một loài bướm đêm trong họ Noctuidae.